# پرومنا
پرومنا (به لهستانی:  Promna) یک روستا در لهستان است که در گمینا پرومنا واقع شده‌است.